# Ковалівська сільська громада (Вінницька область)
Ковалівська сільська об'єднана територіальна громада — колишня об'єднана територіальна громада в Україні, в Немирівському районі Вінницької області. Адміністративний центр — село Ковалівка.
Площа громади — 165,94 км², населення — 5005 мешканців (2018).
Утворена 9 червня 2016 року шляхом об'єднання Воловодівської, Головеньківської, Ковалівської, Обідненської та Сподахівської сільських рад Немирівського району.
6 травня 2020 року Кабінет Міністрів України затвердив перспективний план формування територій громад Вінницької області, в якому Ковалівська ОТГ відсутня, Воловодівська та Обідненська сільради включені до Вороновицької ОТГ, а Головеньківська, Ковалівська та Сподахівська — до Немирівської ОТГ.

## Населені пункти
До складу громади входять 8 населених пунктів — 1 селище (Шевченка) і 7 сіл: Воловодівка, Головеньки, Ковалівка, Межигірка, Обідне, Потоки та Сподахи.